# 라 데살마다
《라 데살마다》(스페인어: La desalmada)은 2021년 방영된 멕시코의 텔레노벨라이다.